# Новиков Степан Митрофанович
Степа́н Митрофа́нович Но́виков (1900 —1954) — радянський військовий діяч, політпрацівник, член Військової Ради Прикарпатського військового округу, генерал-майор. Депутат Верховної Ради УРСР 2-го скликання.

## Біографія
Народився в Феодосії Таврійської губернії (тепер Автономної Республіки Крим) у родині робітника-залізничника, який 35 років пропрацював ремонтним робітником на транспорті.
У 1912 — 1918 р. — робітник цегельного заводу.
З 1918 року — у Червоній армії. Учасник громадянської війни.
Член РКП(б) з 1920 року.
Служив червоноармійцем, політруком роти, відповідальним секретарем партбюро 8-го стрілецького полку. У січні 1929 — 1930 р. — інструктор-організатор політичного відділу З-ї Кримської стрілецької дивізії.
У 1930 — 1933 р. — слухач Військово-політичної академії імені Толмачова.
У березні 1933 — лютому 1935 р. — військовий комісар 83-го Червонопрапорного гірничо-стрілецького полку. У лютому 1935 — жовтні 1937 р. — військовий комісар 26-го Ленінградського полку 9-ї Донської стрілецької дивізії.
У жовтні 1937 — лютому 1939 р. — військовий комісар 38-ї Донської стрілецької дивізії імені Мікояна.
У лютому-серпні 1939 р. — військовий комісар 9-го стрілецького корпусу. Навчався заочно у Військовій академії імені Фрунзе.
У серпні 1939 — серпні 1940 р. — член Військової Ради Забайкальського військового округу.
У серпні 1940 — листопаді 1943 р. — член Військової Ради 17-ї армії на території Монгольської Народної Республіки.
Учасник німецько-радянської війни з 1944 року. У лютому-серпні 1944 р. — член Військової Ради 18-ї армії 1-го Українського фронту.
У серпні 1944 — травні 1945 р. — член Військової Ради 4-го Українського фронту.
У березні 1946 — травні 1947 р. — член Військової Ради — заступник командувача військ Прикарпатського військового округу з політичної частини.
У липні 1947 — лютому 1949 р. — член Військової Ради — заступник командувача військ Північно-Кавказького військового округу з політичної частини.
Потім — у відставці.

## Звання
- дивізійний комісар (1940)
- генерал-майор (20.12.1942)

## Нагороди
- орден Леніна
- два ордени Червоного Прапора (;30.11.1944)
- орден Кутузова 1-го ст. (23.05.1945)
- монгольський орден
- польський орден
- чехословацький орден
- медалі